# Miss Hong Kong
Miss Hong Kong (en chino simplificado, 香港小姐; en inglés: Miss Hong Kong Pageant) es un concurso de belleza nacional en Hong Kong. Fue establecido en 1946 y fue adquirido por la estación de televisión TVB en 1973.

## Ganadoras
| Año  | Miss Hong Kong               | Nombre en chino |
| ---- | ---------------------------- | --------------- |
| 1946 | Lee Lan                      | 李蘭            |
| 1947 | Ng Dan Fung                  | 吳丹鳳          |
| 1948 | Deng Boer                    | 司馬音          |
| 1952 | Judy Dan                     | 但茱迪          |
| 1954 | Virginia June Lee            | 李慧珍          |
| 1959 | Michelle Mok Ping-Ching      | 莫萍貞          |
| 1960 | Vivian Cheung                | 張慧雲          |
| 1962 | Shirley Pong                 | 龐碧光          |
| 1964 | Mary Bai                     | 白紫薇          |
| 1965 | Joy Drake                    | 杜約克          |
| 1966 | Gisella Ma Ka-Wai            | 馬嘉慧          |
| 1967 | Laura Arminda Da Costa Roque | 羅娜            |
| 1968 | Tammy Yung                   | 翁茵茵          |
| 1969 | Christine Tam Mei-Mei        | 譚美美          |
| 1970 | Mabel Hawkett                | 何秀汶          |
| 1972 | Rita Leung Suet-Ling         | 梁雪玲          |
| 1973 | Elanie Sung                  | 孫泳恩          |
| 1974 | Jojo Cheung                  | 張文瑛          |
| 1975 | Mary Cheung                  | 張瑪莉          |
| 1976 | Rowena Lam                   | 林良蕙          |
| 1977 | Loletta Chu                  | 朱玲玲          |
| 1978 | Winnie Chan                  | 陳文玉          |
| 1979 | Olivia Cheng                 | 鄭文雅          |
| 1980 | Wanda Tai                    | 戴月娥          |
| 1981 | Irene Lo                     | 勞錦嫦          |
| 1982 | Angeline Leung               | 梁韻蕊          |
| 1983 | Cher Yeung                   | 楊雪儀          |
| 1984 | Joyce Godenzi                | 高麗虹          |
| 1985 | Shallin Tse                  | 謝寧            |
| 1986 | Robin Lee                    | 李美珊          |
| 1987 | Pauline Yeung                | 楊寶玲          |
| 1988 | Michelle Reis                | 李嘉欣          |
| 1989 | Monica Chan                  | 陳法蓉          |
| 1990 | Anita Yuen                   | 袁詠儀          |
| 1991 | Amy Kwok                     | 郭藹明          |
| 1992 | Emily Lo                     | 盧淑儀          |
| 1993 | Hoyan Mok                    | 莫可欣          |
| 1994 | Halina Tam                   | 譚小環          |
| 1995 | Winnie Young                 | 楊婉儀          |
| 1996 | Lee San-san                  | 李珊珊          |
| 1997 | Virginia Yung                | 翁嘉穗          |
| 1998 | Anne Heung                   | 向海嵐          |
| 1999 | Sonija Kwok                  | 郭羨妮          |
| 2000 | Vivian Lau                   | 劉慧蘊          |
| 2001 | Shirley Yeung                | 楊思琦          |
| 2002 | Tiffany Lam                  | 林敏俐          |
| 2003 | Mandy Cho                    | 曹敏莉          |
| 2004 | Kate Tsui                    | 徐子珊          |
| 2005 | Tracy Ip                     | 葉翠翠          |
| 2006 | Aimee Chan                   | 陳茵媺          |
| 2007 | Kayi Cheung                  | 張嘉兒          |
| 2008 | Edelweiss Cheung             | 張舒雅          |
| 2009 | Sandy Lau                    | 劉倩婷          |
| 2010 | Toby Chan                    | 陳庭欣          |
| 2011 | Rebecca Zhu                  | 朱晨麗          |
| 2012 | Carat Cheung                 | 張名雅          |
| 2013 | Grace Chan                   | 陳凱琳          |
| 2014 | Veronica Shiu                | 邵珮詩          |
| 2015 | Louisa Mak                   | 麥明詩          |
| 2016 | Crystal Fung                 | 馮盈盈          |
| 2017 | Juliette Louie               | 雷莊𠒇          |
| 2018 | Hera Chan                    | 陳曉華          |
| 2019 | Carmaney Wong                | 黃嘉雯          |
| 2020 | Lisa-Marie Tse               | 謝嘉怡          |
| 2021 | Sabina Mendes                | 宋宛穎          |
| 2022 | Denice Lam                   | 林鈺洧          |
| 2023 | Hilary Chong                 | 莊子璇          |
| 2024 | Ellyn Ngai                   | 倪樂琳          |

## Representación internacional

### Miss Universo
: Declarada como ganadora
     : Terminó como finalista
     : Terminó como una de las semifinalistas o cuartofinalistas
     : Terminó como ganadora de premios especiales
| Año                                    | Miss Universo Hong Kong                | Título nacional                        | Posición en Miss Universo              | Premios especiales                     | Notas                                  |             |
| Dirección de Kimmy Low (2024-presente) | Dirección de Kimmy Low (2024-presente) | Dirección de Kimmy Low (2024-presente) | Dirección de Kimmy Low (2024-presente) | Dirección de Kimmy Low (2024-presente) | Dirección de Kimmy Low (2024-presente) |             |
| -------------------------------------- | -------------------------------------- | -------------------------------------- | -------------------------------------- | -------------------------------------- | -------------------------------------- | ----------- |
| 2024                                   | Joanne Rhodes                          | Miss Universo Hong Kong 2024           | No clasificó                           |                                        |                                        |             |
| Dirección de TVB (1973-2000)           |                                        |                                        |                                        |                                        |                                        |             |
| 2000                                   | Sonija Kwok                            | Miss Hong Kong 1999                    | No clasificó                           |                                        |                                        |             |
| 1999                                   | Anne Heung                             | Miss Hong Kong 1998                    | No clasificó                           |                                        |                                        |             |
| 1998                                   | Virginia Yung                          | Miss Hong Kong 1997                    | No clasificó                           |                                        |                                        |             |
| 1997                                   | Lee San-san                            | Miss Hong Kong 1996                    | No clasificó                           |                                        |                                        |             |
| 1996                                   | Sofie Rahman                           | Primera finalista en 1995              | No clasificó                           |                                        | [ nota 2 ]                             |             |
| 1995                                   | Halina Tam                             | Miss Hong Kong 1994                    | No clasificó                           |                                        |                                        |             |
| 1994                                   | Hoyan Mok                              | Miss Hong Kong 1993                    | No clasificó                           |                                        |                                        |             |
| 1993                                   | Emily Lo                               | Miss Hong Kong 1992                    | No clasificó                           |                                        |                                        |             |
| 1992                                   | Amy Kwok                               | Miss Hong Kong 1991                    | No compitió                            | No compitió                            | Descalificada.                         |             |
| 1991                                   | Anita Yuen                             | Miss Hong Kong 1990                    | No clasificó                           |                                        |                                        |             |
| 1990                                   | Monica Chan                            | Miss Hong Kong 1989                    | No clasificó                           |                                        |                                        |             |
| 1989                                   | Cynthia Cheung                         | Segunda finalista en 1988              | No clasificó                           |                                        | [ nota 4 ]                             |             |
| 1988                                   | Pauline Yeung                          | Miss Hong Kong 1987                    | Cuarta finalista                       |                                        | [ nota 5 ]                             |             |
| 1987                                   | Lily Chung                             | Miss Universo Hong Kong 1987           | No clasificó                           |                                        | [ nota 6 ]                             |             |
| 1986                                   | Robin Lee                              | Miss Hong Kong 1986                    | No clasificó                           |                                        |                                        |             |
| 1985                                   | Shallin Tse                            | Miss Hong Kong 1985                    | No clasificó                           |                                        |                                        |             |
| 1984                                   | Joyce Godenzi                          | Miss Hong Kong 1984                    | No clasificó                           |                                        |                                        |             |
| 1983                                   | Cher Yeung                             | Miss Hong Kong 1983                    | No clasificó                           |                                        |                                        |             |
| 1982                                   | Angeline Leung                         | Miss Hong Kong 1982                    | No clasificó                           |                                        |                                        |             |
| 1981                                   | Irene Lo                               | Miss Hong Kong 1981                    | No clasificó                           |                                        |                                        |             |
| 1980                                   | Wanda Tai                              | Miss Hong Kong 1980                    | No clasificó                           |                                        |                                        |             |
| 1979                                   | Olivia Cheng                           | Miss Hong Kong 1979                    | No clasificó                           |                                        |                                        |             |
| 1978                                   | Winnie Chan                            | Miss Hong Kong 1978                    | No clasificó                           |                                        |                                        |             |
| 1977                                   | Loletta Chu                            | Miss Hong Kong 1977                    | No clasificó                           |                                        |                                        |             |
| 1976                                   | Rowena Lam                             | Miss Hong Kong 1976                    | Top 12                                 |                                        |                                        |             |
| 1975                                   | Mary Cheung                            | Miss Hong Kong 1965                    | No clasificó                           |                                        |                                        |             |
| 1974                                   | Jojo Cheung                            | Miss Hong Kong 1964                    | No clasificó                           |                                        |                                        |             |
| 1973                                   | Elaine Sung                            | Miss Hong Kong 1973                    | No clasificó                           |                                        |                                        |             |
| 1972                                   | Rita Leung Suet-Ling                   | Miss Hong Kong 1972                    | No clasificó                           |                                        |                                        |             |
| 1971                                   | No compitió                            | No compitió                            | No compitió                            | No compitió                            | No compitió                            |             |
| 1970                                   | Mabel Hawkett                          | Miss Hong Kong 1970                    | Top 15                                 |                                        |                                        |             |
| 1969                                   | Christine Tam Mei-Mei                  | Miss Hong Kong 1969                    | No clasificó                           |                                        |                                        |             |
| 1968                                   | Tammy Yung                             | Miss Hong Kong 1968                    | No clasificó                           |                                        |                                        |             |
| 1967                                   | Laura Arminda Da Costa Roque           | Miss Hong Kong 1967                    | Top 15                                 |                                        |                                        |             |
| 1966                                   | No compitió                            | No compitió                            | No compitió                            | No compitió                            | No compitió                            | No compitió |
| 1965                                   | Joy Drake                              | Miss Hong Kong 1965                    | No clasificó                           |                                        |                                        |             |
| 1964                                   | Mary Bai                               | Miss Hong Kong 1964                    | No clasificó                           |                                        |                                        |             |
| 1963                                   | No compitió                            | No compitió                            | No compitió                            | No compitió                            | No compitió                            |             |
| 1962                                   | Shirley Pong                           | Miss Hong Kong 1962                    | No clasificó                           |                                        |                                        |             |
| 1961                                   | No compitió                            | No compitió                            | No compitió                            | No compitió                            | No compitió                            |             |
| 1960                                   | Vivian Cheung                          | Miss Hong Kong 1960                    | No clasificó                           |                                        |                                        |             |
| No compitió entre 1955 y 1959          |                                        |                                        |                                        |                                        |                                        |             |
| 1954                                   | Virginia June Lee                      | Miss Hong Kong 1954                    | Segunda finalista                      |                                        |                                        |             |
| 1953                                   | No compitió                            | No compitió                            | No compitió                            | No compitió                            | No compitió                            |             |
| 1952                                   | Judy Dan                               | Miss Hong Kong 1952                    | Tercera finalista                      |                                        |                                        |             |

### Miss Mundo
: Declarada como ganadora
     : Terminó como finalista
     : Terminó como una de las semifinalistas o cuartofinalistas
     : Terminó como ganadora de premios especiales
| Año                           | Miss Mundo Hong Kong    | Título nacional                     | Posición en Miss Mundo | Premios especiales          | Notas                                                 |
| ----------------------------- | ----------------------- | ----------------------------------- | ---------------------- | --------------------------- | ----------------------------------------------------- |
| No compite desde 2020         |                         |                                     |                        |                             |                                                       |
| 2019                          | Lila Lam                | Miss Cosmopolitan Hong Kong 2019    | Top 40                 | - Top Model (Top 10)        |                                                       |
| 2018                          | Wing Wong               | Miss Internacional Hong Kong 2017   | No clasificó           |                             |                                                       |
| 2017                          | Emily Wong              | Primera finalista en 2017           | No clasificó           |                             |                                                       |
| No compitió entre 2015 y 2016 |                         |                                     |                        |                             |                                                       |
| 2014                          | Erin Wong               | Primera finalista en 2014           | No clasificó           |                             |                                                       |
| 2013                          | Jacqueline Wong         | Primera finalista en 2012           | No clasificó           | - Talento (Top 11)          |                                                       |
| 2012                          | Kelly Cheung            | Miss Chinese International 2012     | No clasificó           |                             |                                                       |
| 2011                          | Hyman Chu               | Primera finalista en 2011           | No clasificó           |                             |                                                       |
| 2010                          | Sammi Cheung            | Primera finalista en 2010           | No clasificó           |                             |                                                       |
| 2009                          | Sandy Lau               | Miss Hong Kong 2009                 | No clasificó           |                             |                                                       |
| 2008                          | Skye Chan               | Primera finalista en 2008           | No clasificó           |                             |                                                       |
| 2007                          | Kayi Cheung             | Miss Hong Kong 2007                 | Top 16                 | - Beauty with a Purpose     |                                                       |
| 2006                          | Janet Chow              | Primera finalista en 2006           | No clasificó           |                             |                                                       |
| 2005                          | Tracy Ip                | Miss Hong Kong 2005                 | No clasificó           |                             |                                                       |
| 2004                          | Queenie Chu             | Primera finalista en 2004           | No clasificó           |                             |                                                       |
| 2003                          | Rabee'a Yeung           | Primera finalista en 2003           | No clasificó           |                             |                                                       |
| 2002                          | Victoria Jane Jolly     | Primera finalista en 2002           | No clasificó           |                             |                                                       |
| 2001                          | Gigi Chung              | Primera finalista en 2001           | No clasificó           |                             |                                                       |
| 2000                          | Margaret Kan            | Primera finalista en 2000           | No clasificó           |                             |                                                       |
| 1999                          | Marsha Yuan             | Primera finalista en 1999           | No clasificó           |                             |                                                       |
| 1998                          | Jessie Chiu             | Primera finalista en 1998           | No clasificó           |                             |                                                       |
| 1997                          | Vivian Lee              | Primera finalista en 1997           | No clasificó           |                             |                                                       |
| 1996                          | Chillie Poon            | Primera finalista en 1996           | No clasificó           |                             |                                                       |
| 1995                          | Shirley Chau            | Segunda finalista en 1995           | No clasificó           |                             |                                                       |
| 1994                          | Annamarie Wood          | Primera finalista en 1994           | No clasificó           |                             |                                                       |
| 1993                          | May Lam                 | Primera finalista en 1993           | No clasificó           |                             |                                                       |
| 1992                          | Patsy Lau               | Primera finalista en 1992           | No clasificó           |                             |                                                       |
| 1991                          | No compitió             | No compitió                         | No compitió            | No compitió                 | No compitió                                           |
| 1990                          | Elaine da Silva         | Primera finalista de Miss Asia 1990 | No clasificó           |                             | Seleccionadas a través del concurso Miss Asia de ATV. |
| 1989                          | Ewong Yung-hung         | Miss Asia 1989                      | No clasificó           |                             | Seleccionadas a través del concurso Miss Asia de ATV. |
| 1988                          | Michelle Reis           | Miss Hong Kong 1988                 | No clasificó           |                             |                                                       |
| 1987                          | Pauline Yeung           | Miss Hong Kong 1987                 | Top 12                 | - Reina continental de Asia |                                                       |
| 1986                          | May Ng                  | Primera finalista en 1986           | No clasificó           |                             |                                                       |
| 1985                          | Aleen Lo                | Primera finalista en 1985           | No clasificó           |                             |                                                       |
| 1984                          | Joan Tong               | Segunda finalista en 1984           | No clasificó           |                             |                                                       |
| 1983                          | Maggie Cheung           | Primera finalista en 1983           | Top 15                 |                             |                                                       |
| 1982                          | Cally Kwong             | Primera finalista en 1982           | No clasificó           |                             |                                                       |
| 1981                          | Winnie Chin             | Primera finalista en 1981           | No clasificó           |                             |                                                       |
| 1980                          | Julia Chan              | Primera finalista en 1980           | No clasificó           |                             |                                                       |
| 1979                          | Mary Ng                 | Primera finalista en 1979           | No clasificó           |                             |                                                       |
| 1978                          | Faustina Lin            | Primera finalista en 1978           | No clasificó           |                             |                                                       |
| 1977                          | Shui Yung Lui           | Primera finalista en 1977           | No clasificó           |                             |                                                       |
| 1976                          | Christine Leung         | Primera finalista en 1976           | No clasificó           |                             |                                                       |
| 1975                          | Teresa Chu              | Primera finalista en 1975           | No clasificó           |                             |                                                       |
| 1974                          | Judith Dirkin           | Primera finalista en 1974           | No clasificó           | - Miss Personalidad         |                                                       |
| 1973                          | Judy Yung               | Primera finalista en 1973           | No clasificó           |                             |                                                       |
| Dirección de TVB (1973-1988)  |                         |                                     |                        |                             |                                                       |
| 1972                          | Gay Mei-Lin             | —                                   | No clasificó           |                             |                                                       |
| 1971                          | No compitió             | No compitió                         | No compitió            | No compitió                 | No compitió                                           |
| 1970                          | Ann Lay                 | —                                   | No clasificó           |                             |                                                       |
| No compitió entre 1960 y 1969 |                         |                                     |                        |                             |                                                       |
| 1959                          | Michelle Mok Ping-Ching | Miss Hong Kong 1959                 | No clasificó           |                             |                                                       |

## Galería de ganadoras

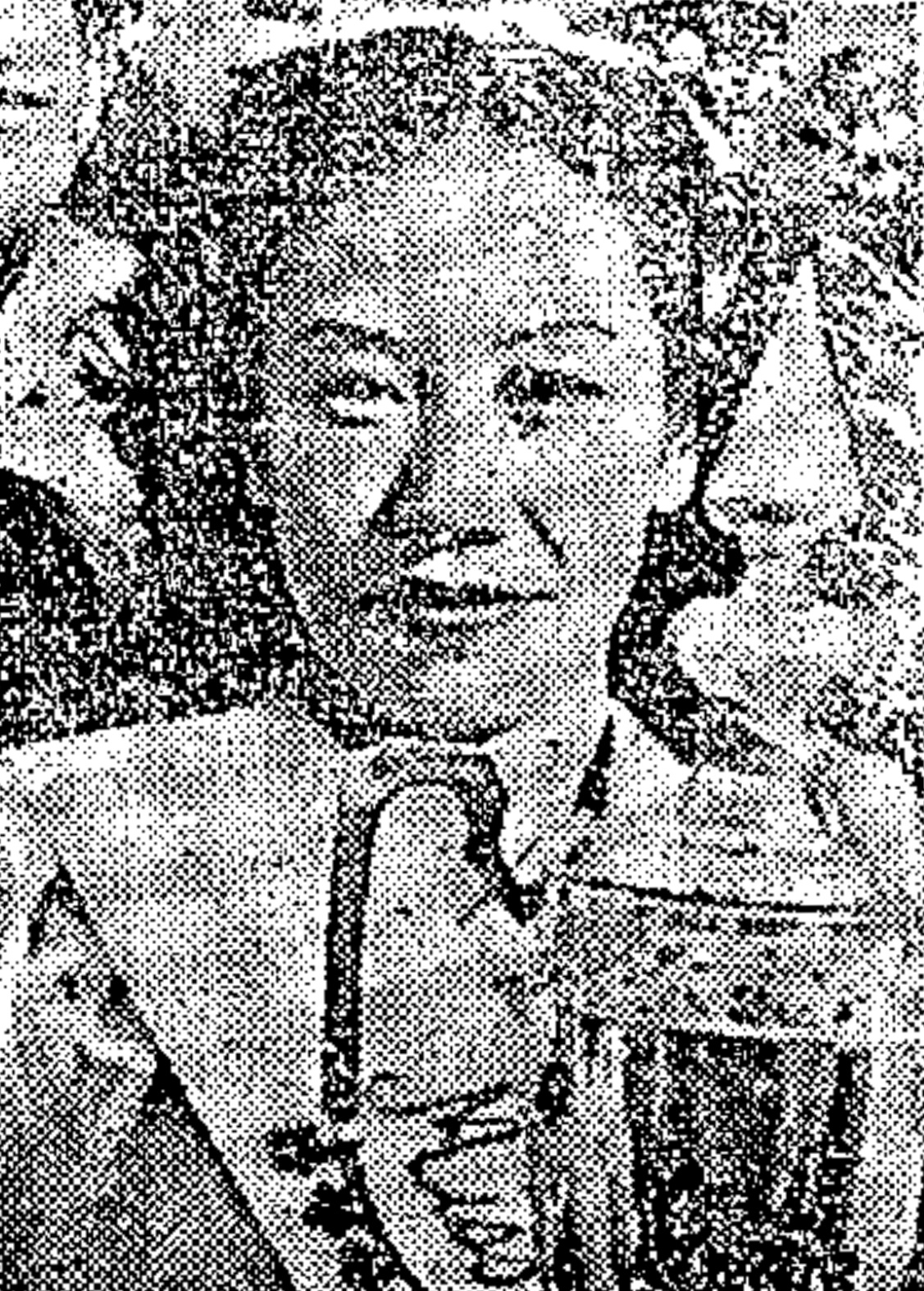
Miss Hong Kong 1946, Lee Lan
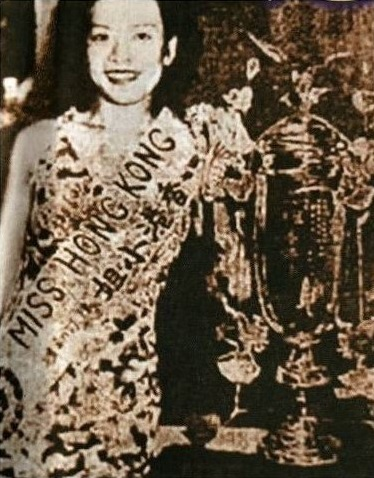
Miss Hong Kong 1947, Ng Dan Fung
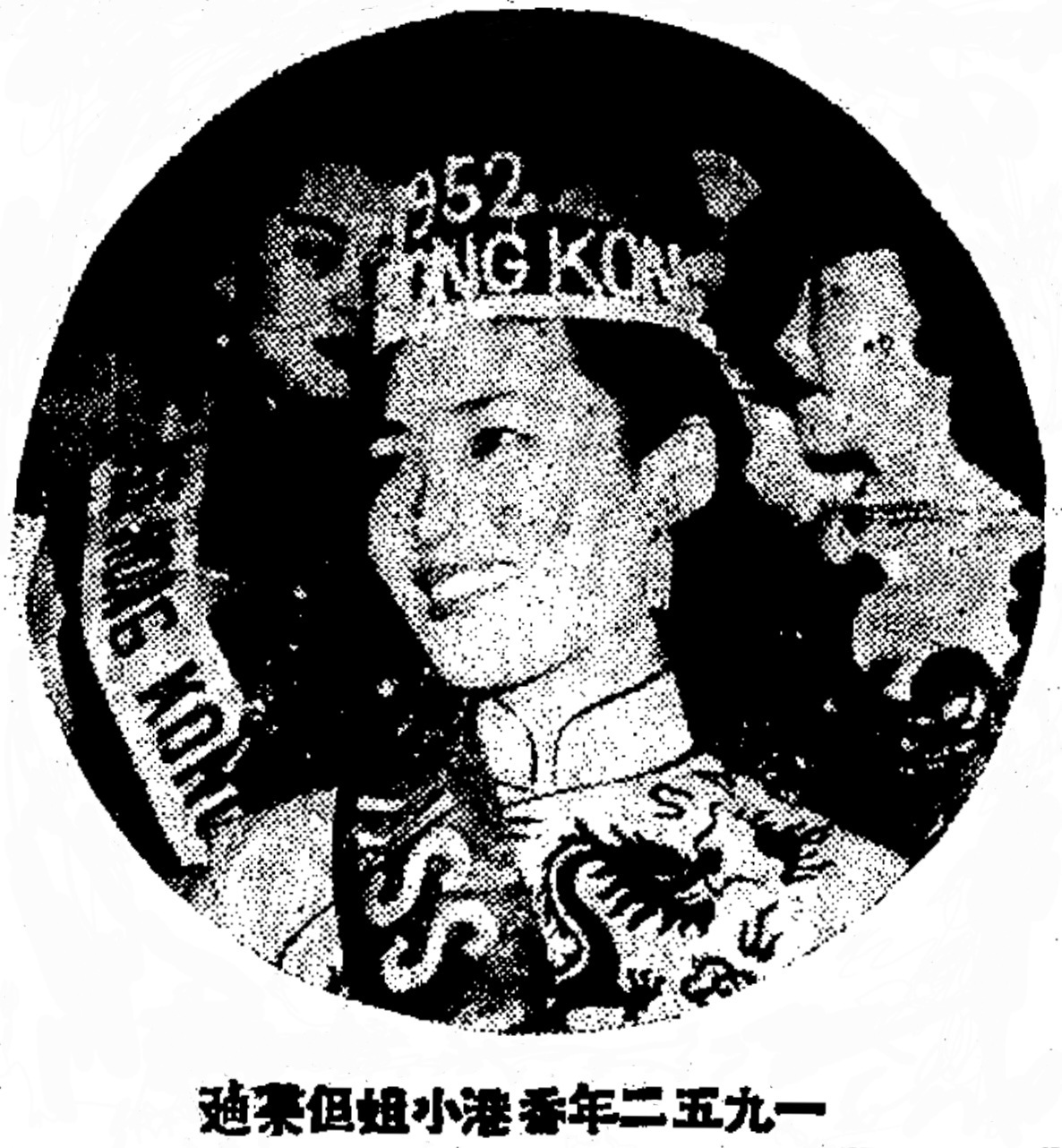
Miss Hong Kong 1952, Judy Dan
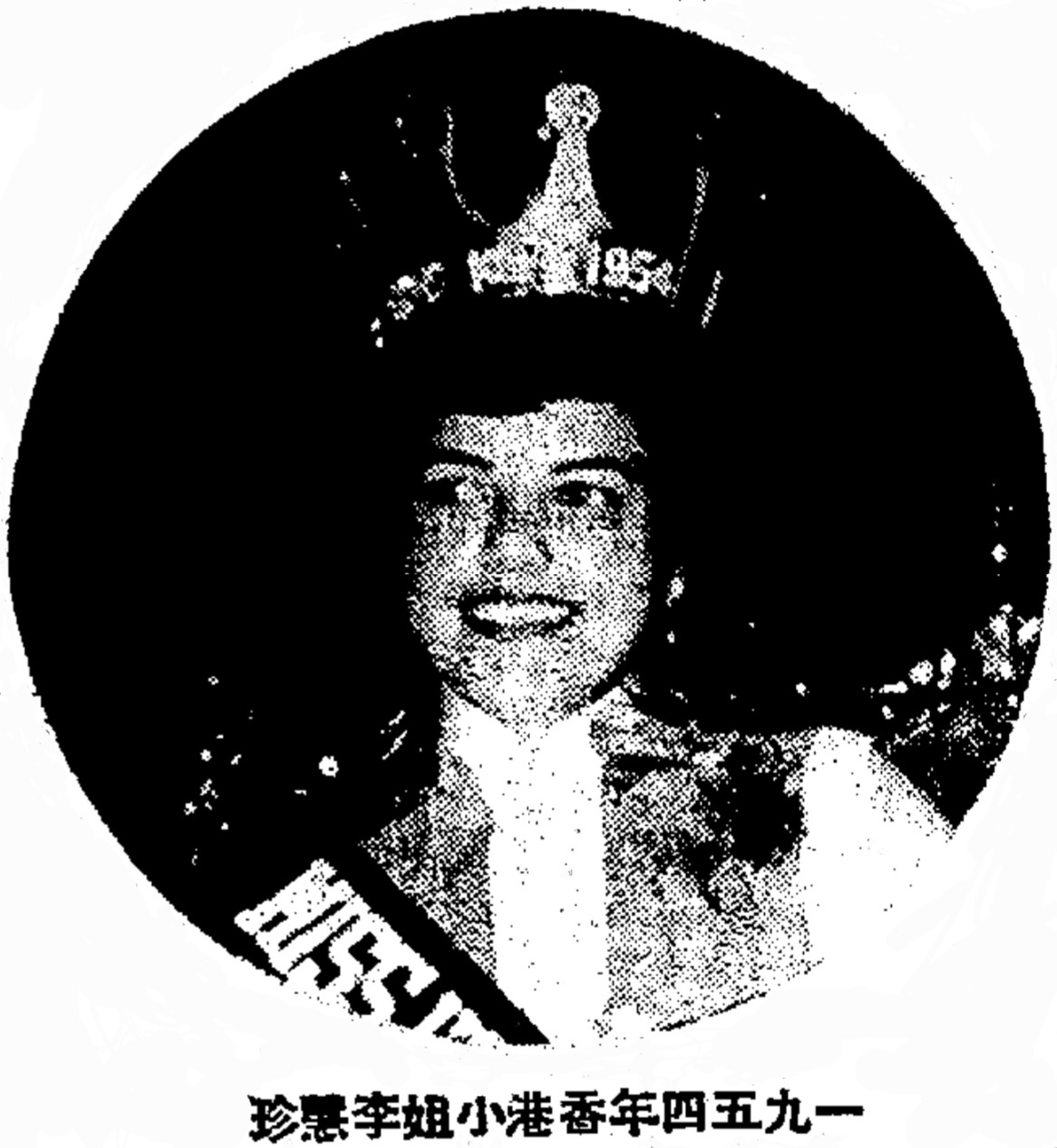
Miss Hong Kong 1954, Virginia June Lee
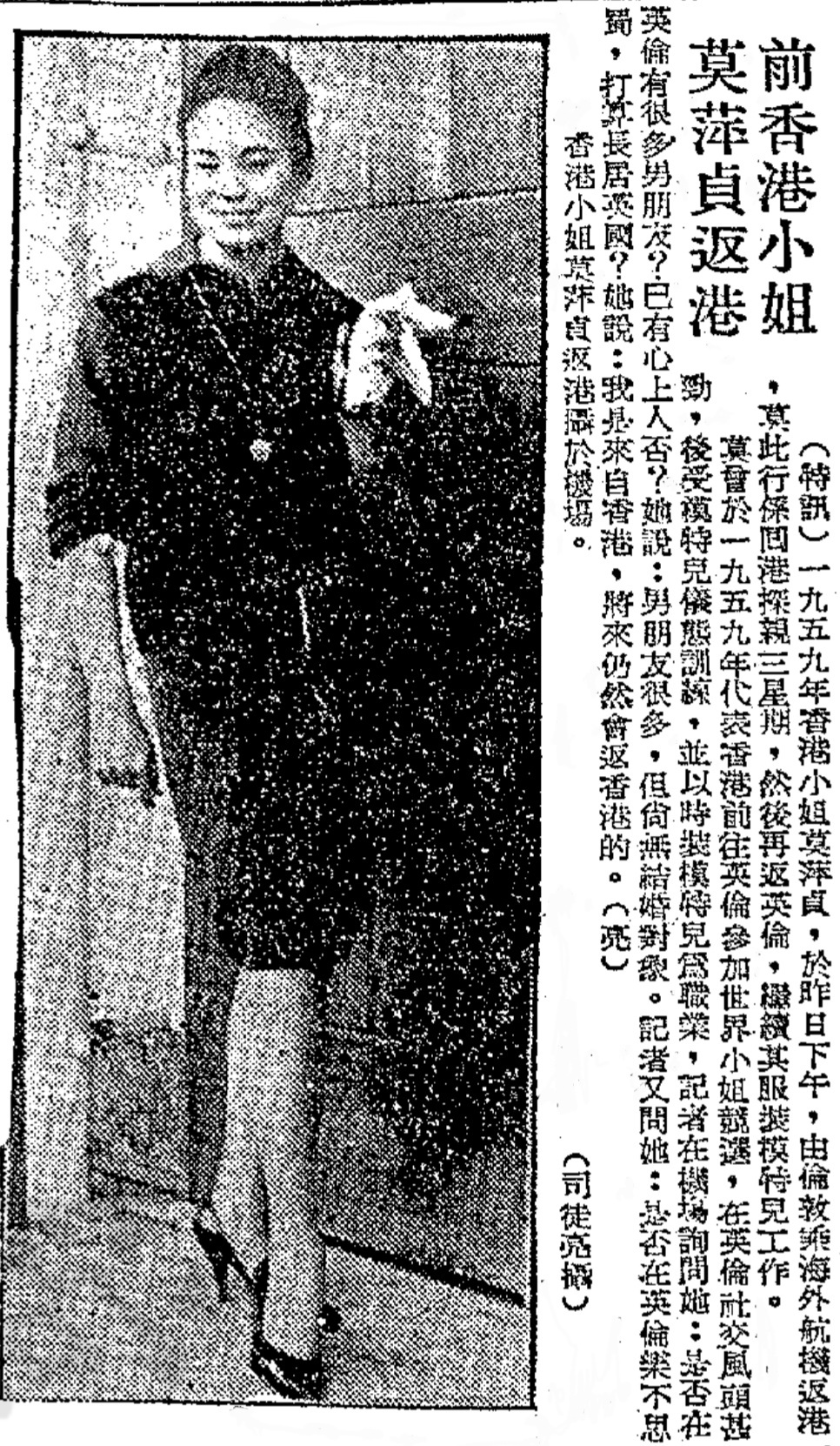
Miss Hong Kong 1959, Michelle Mok Ping-Ching
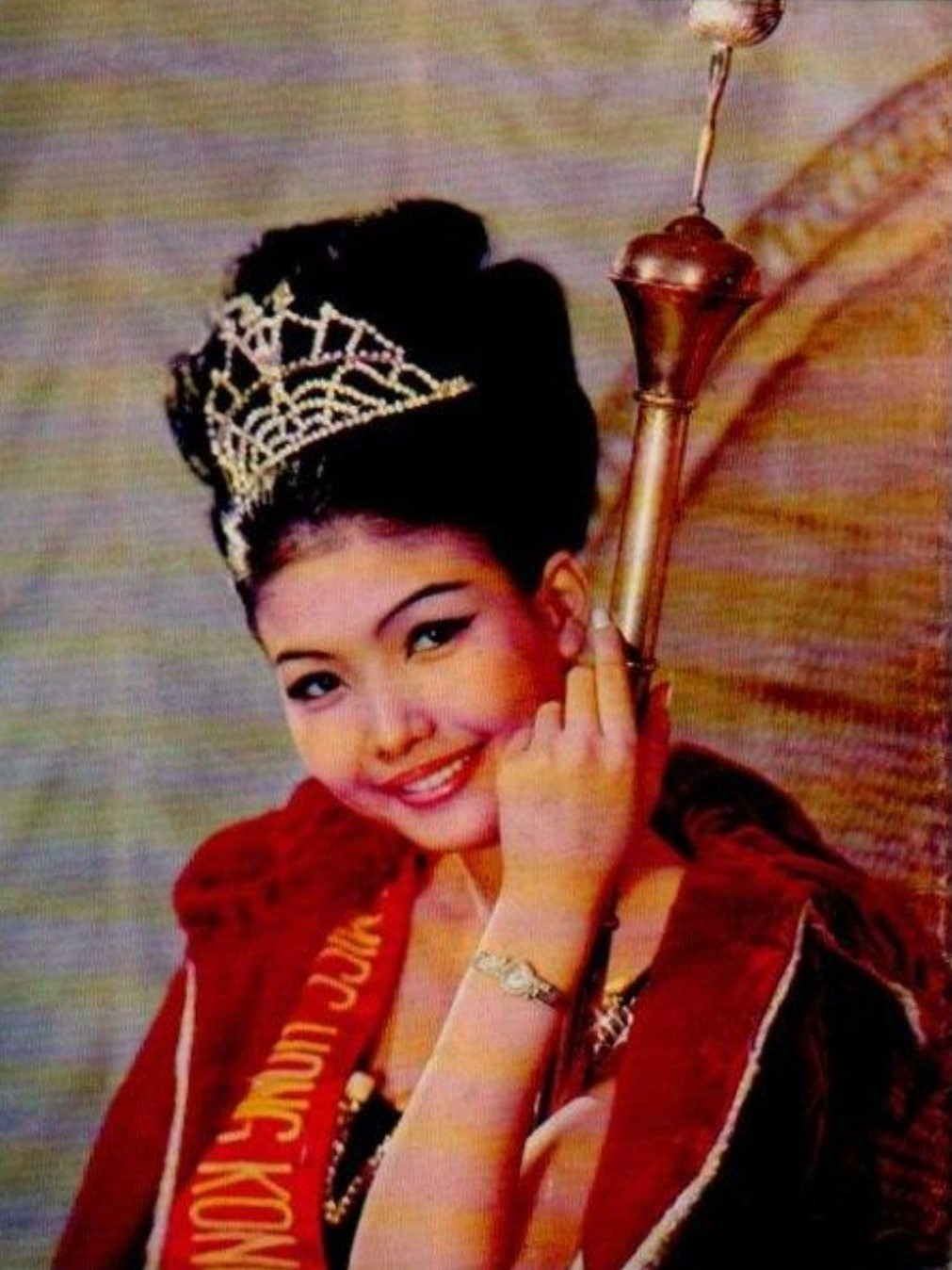
Miss Hong Kong 1966, Gisella Ma Ka-Wai
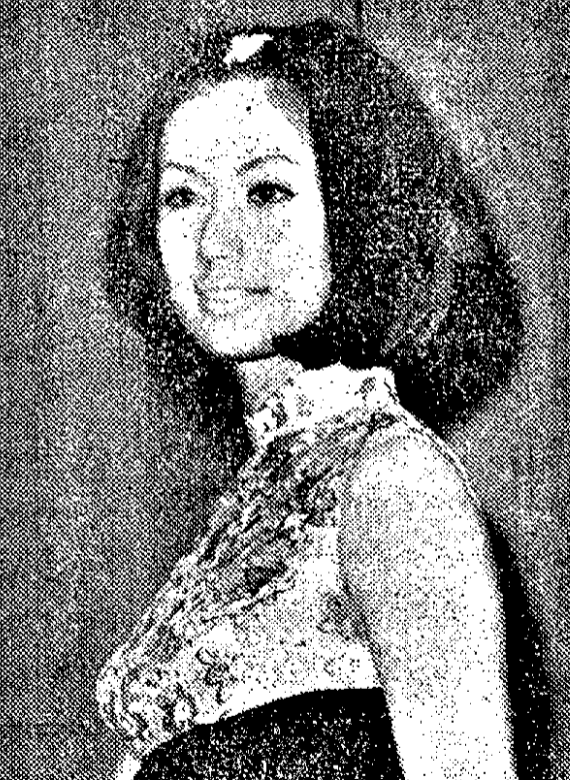
Miss Hong Kong 1967, Laura Arminda Da Costa Roque
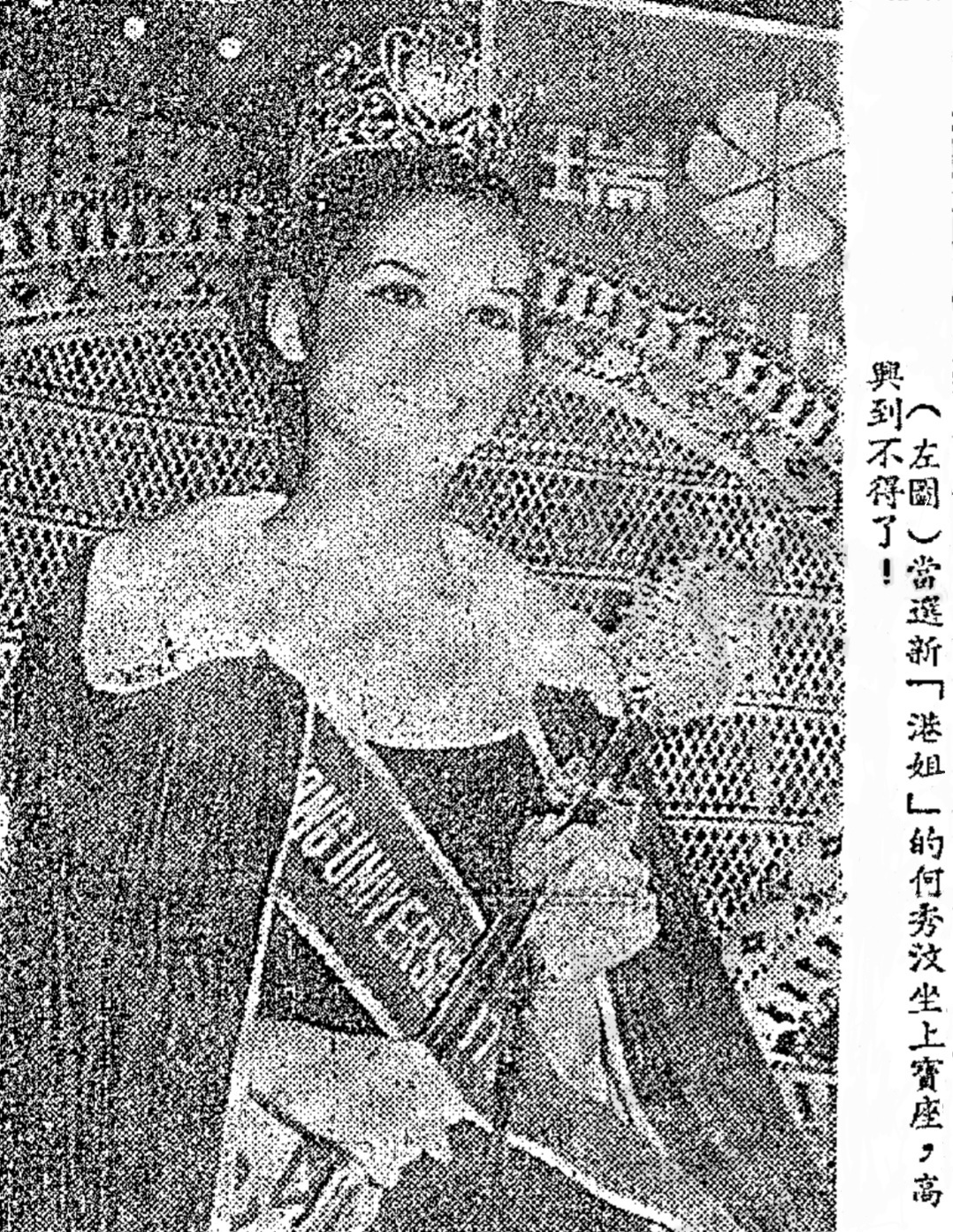
Miss Hong Kong 1970, Mabel Hawkett
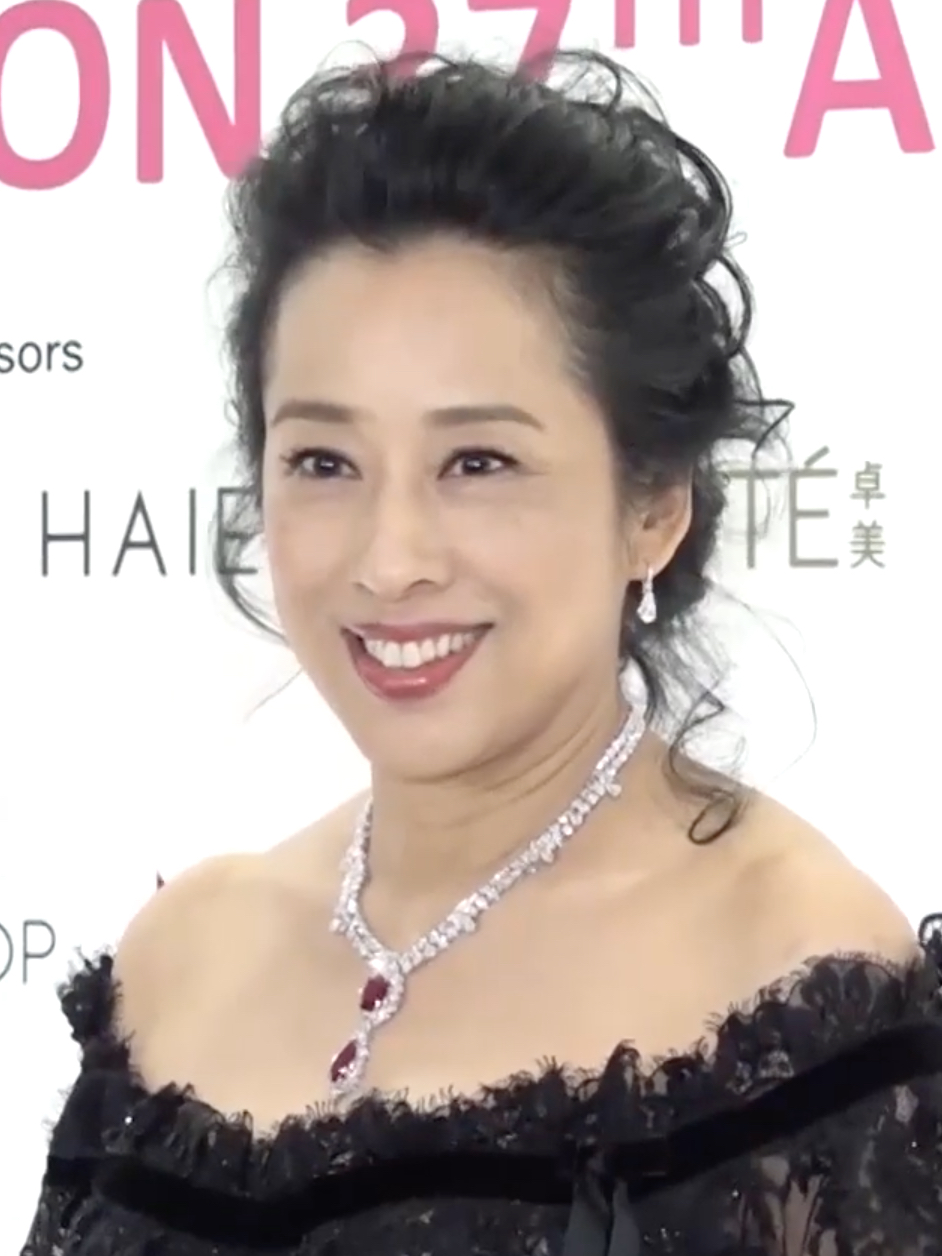
Miss Hong Kong 1977, Loletta Chu
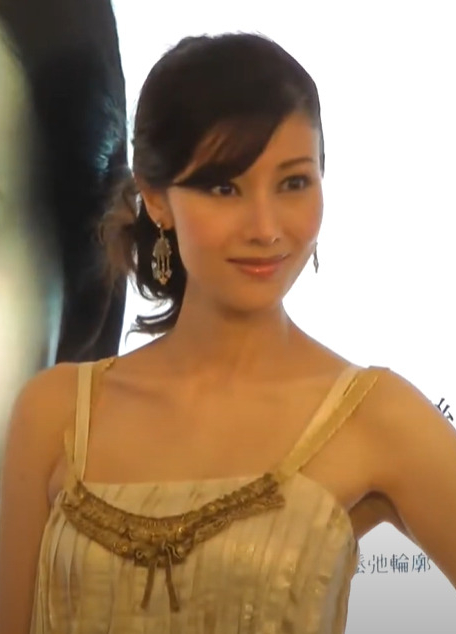
Miss Hong Kong 1988, Michelle Reis
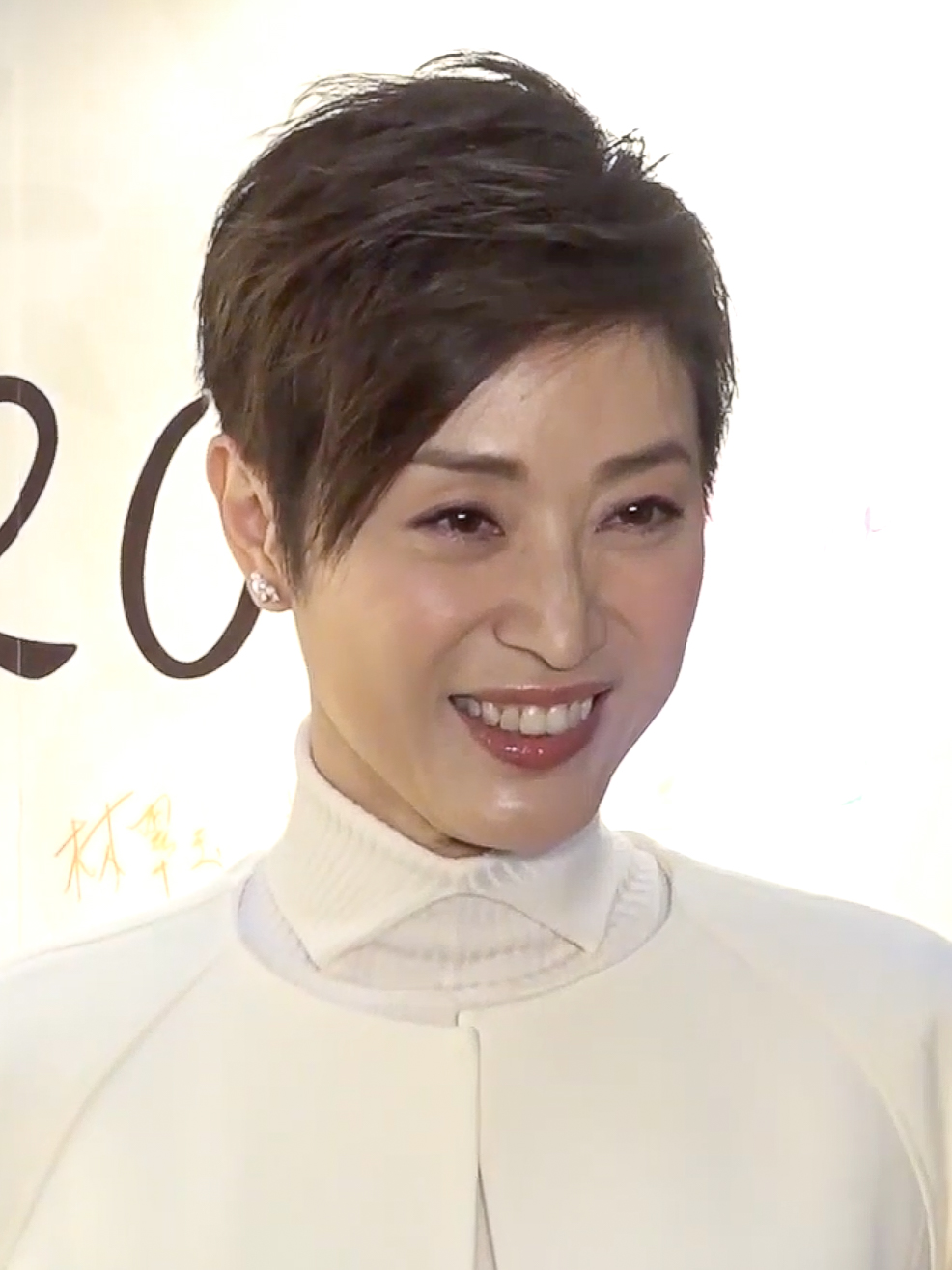
Miss Hong Kong 1989, Monica Chan
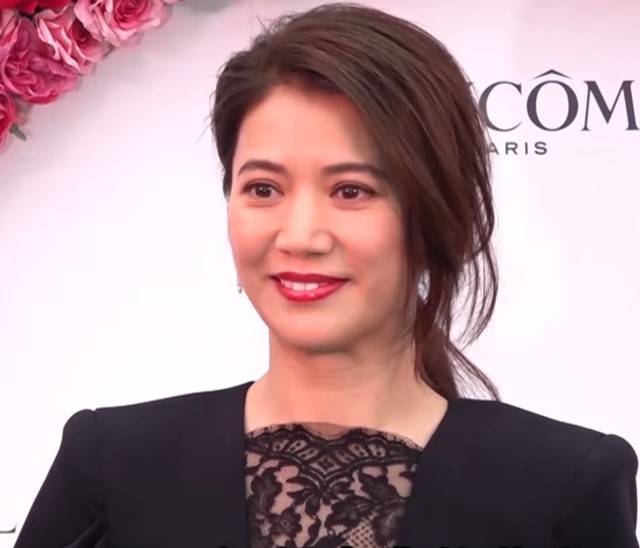
Miss Hong Kong 1990, Anita Yuen
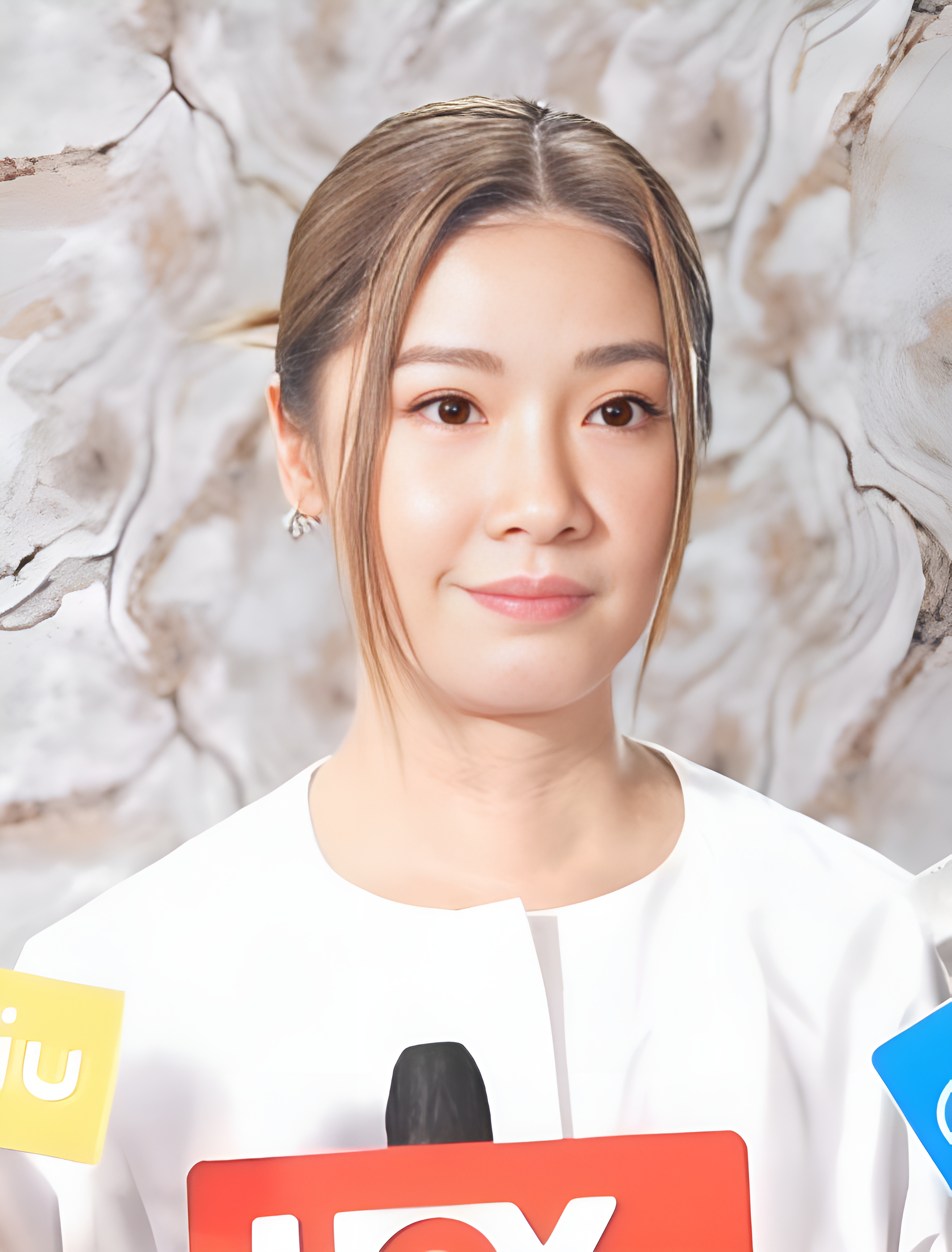
Miss Hong Kong 1997, Virginia Yung
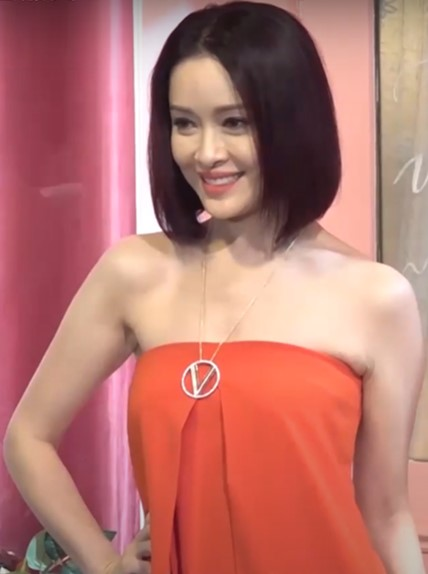
Miss Hong Kong 1998, Anne Heung
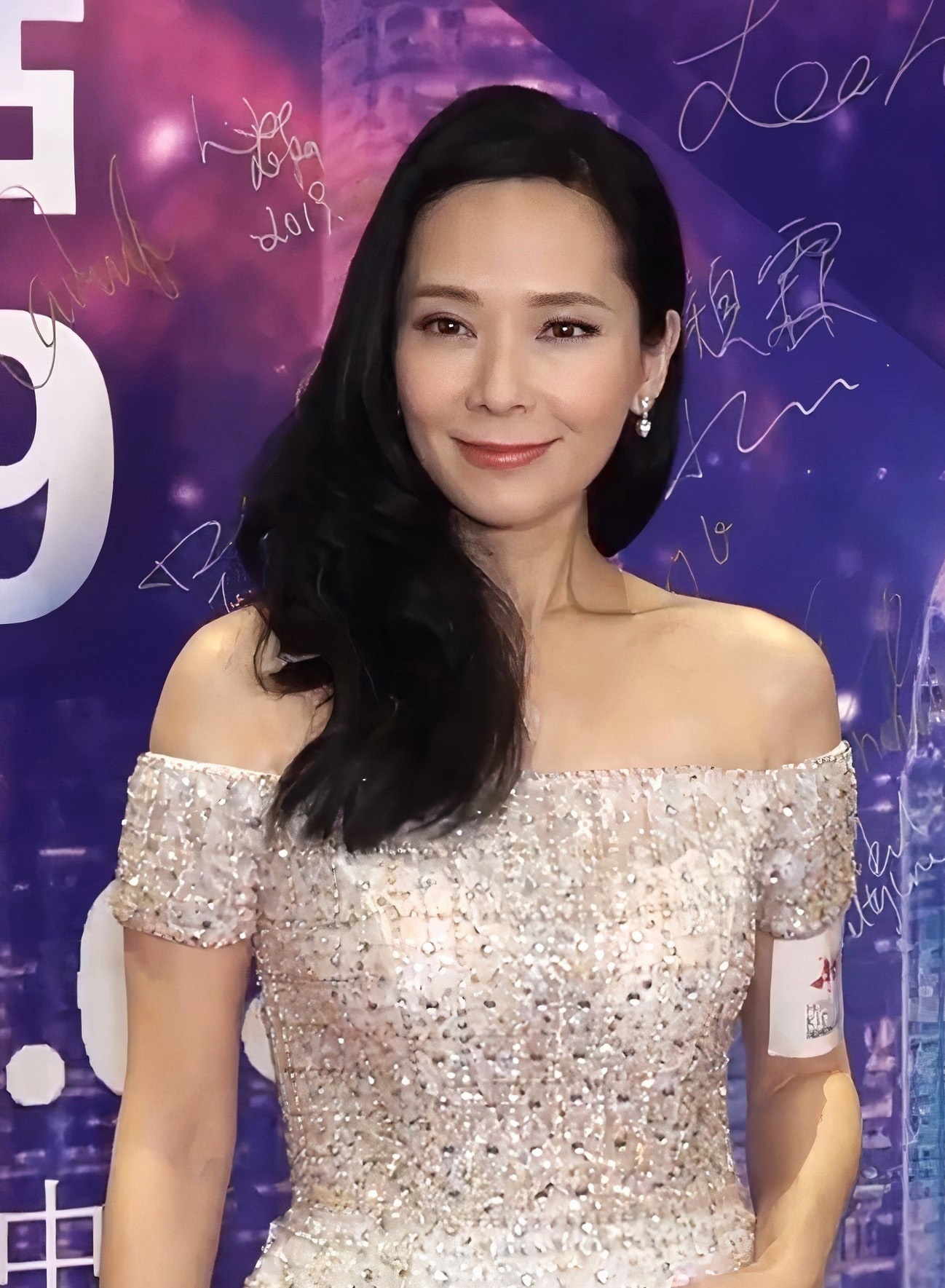
Miss Hong Kong 1999, Sonija Kwok
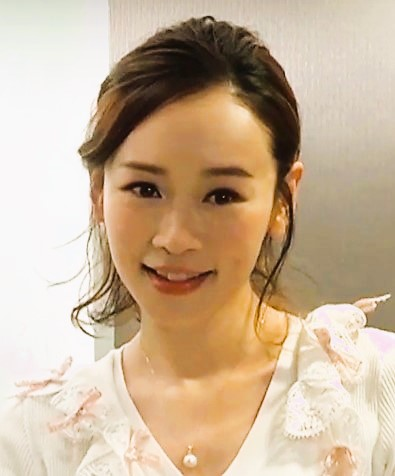
Miss Hong Kong 2001, Shirley Yeung
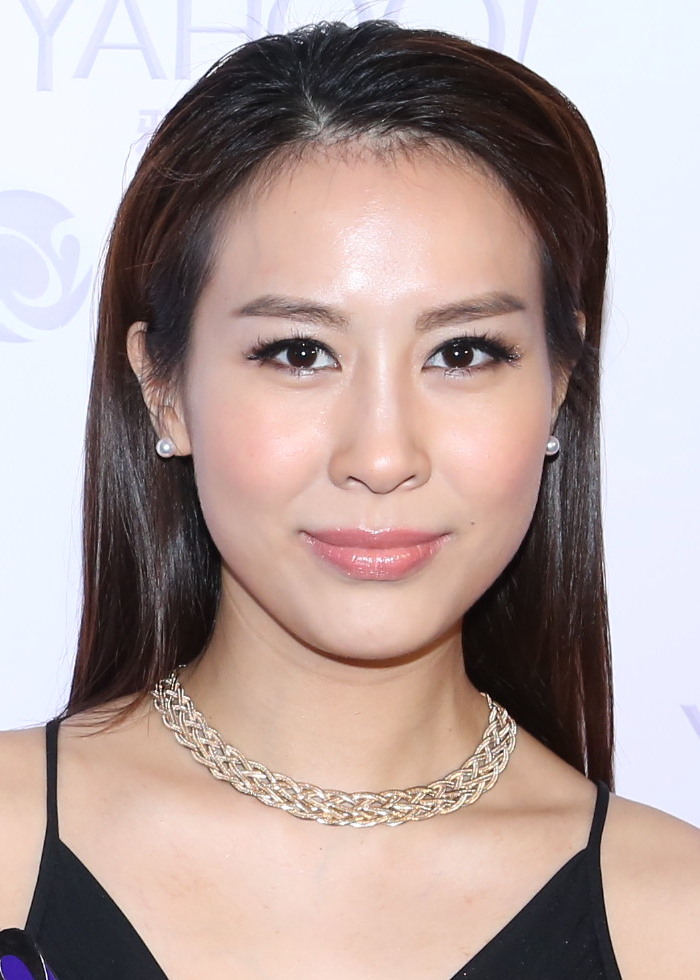
Miss Hong Kong 2003, Mandy Cho
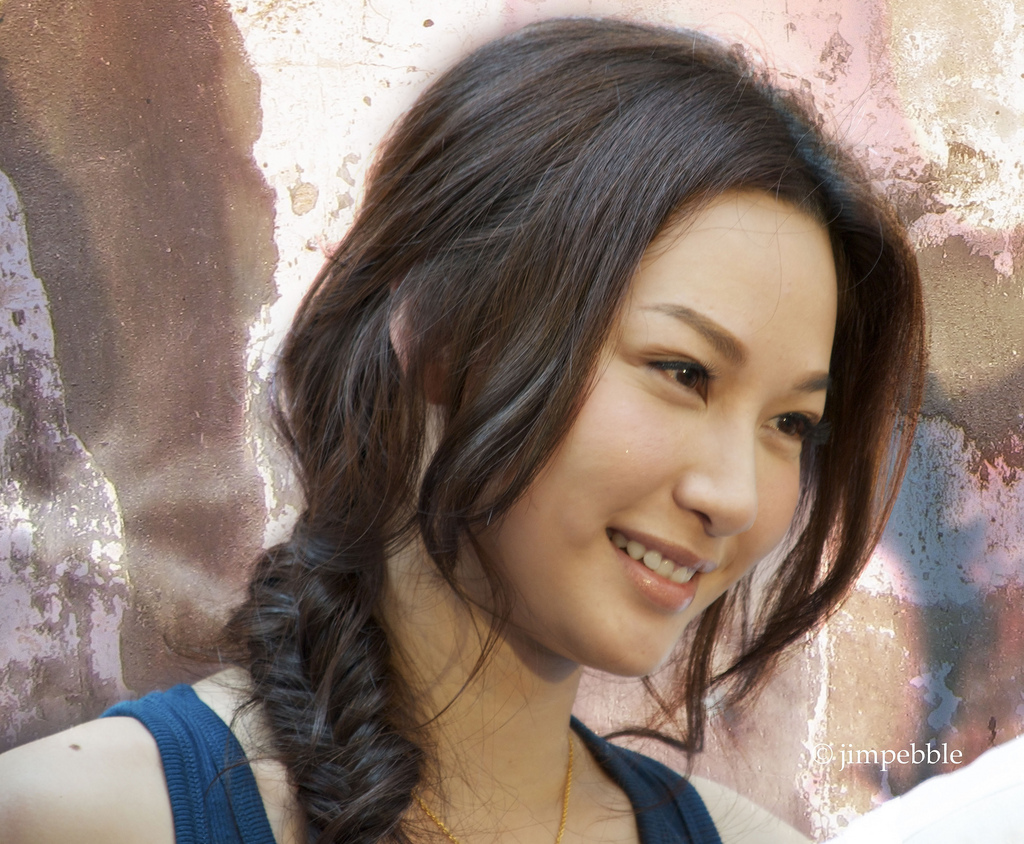
Miss Hong Kong 2004, Kate Tsui
Miss Hong Kong 2006, Aimee Chan
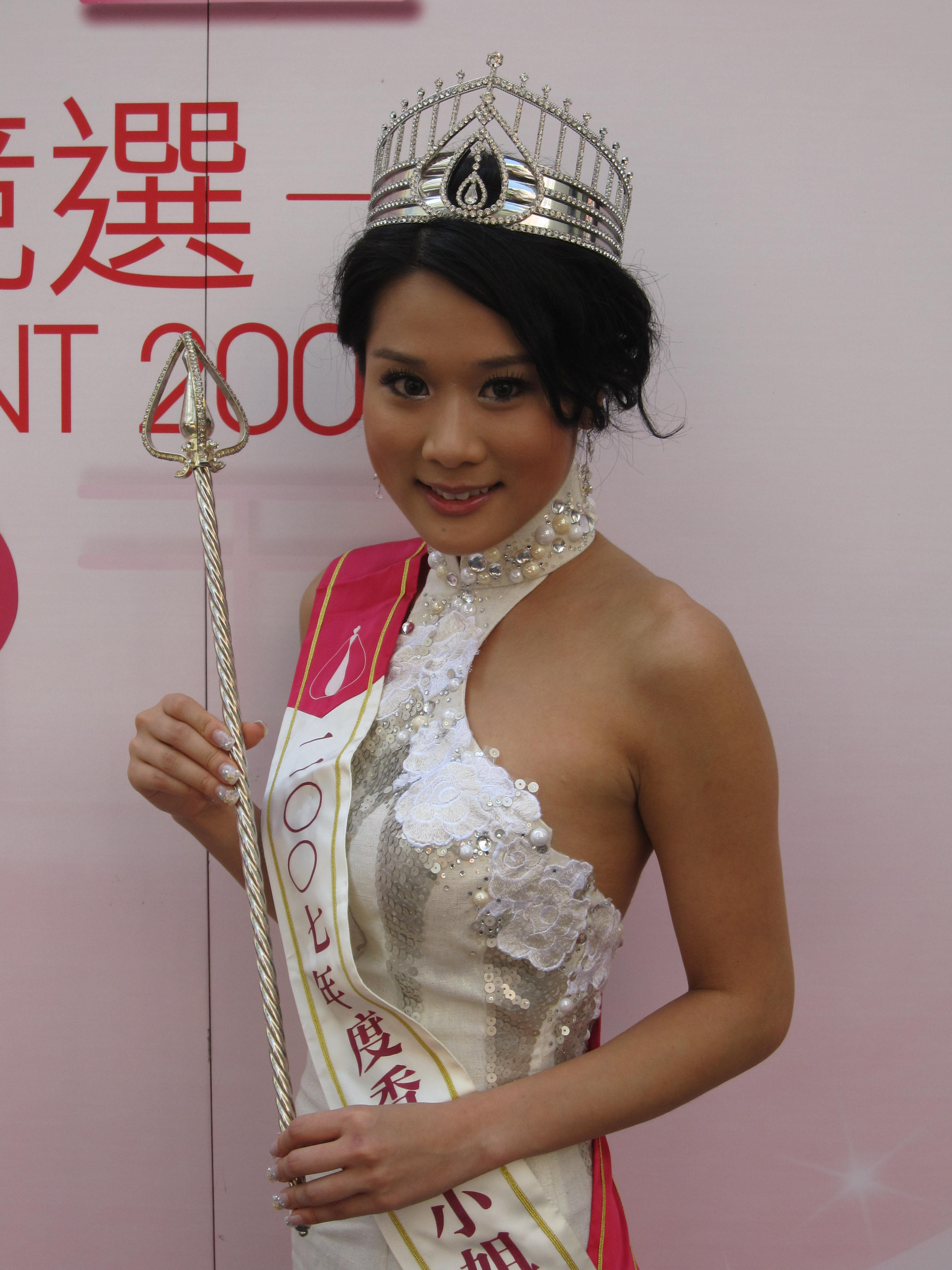
Miss Hong Kong 2007, Kayi Cheung
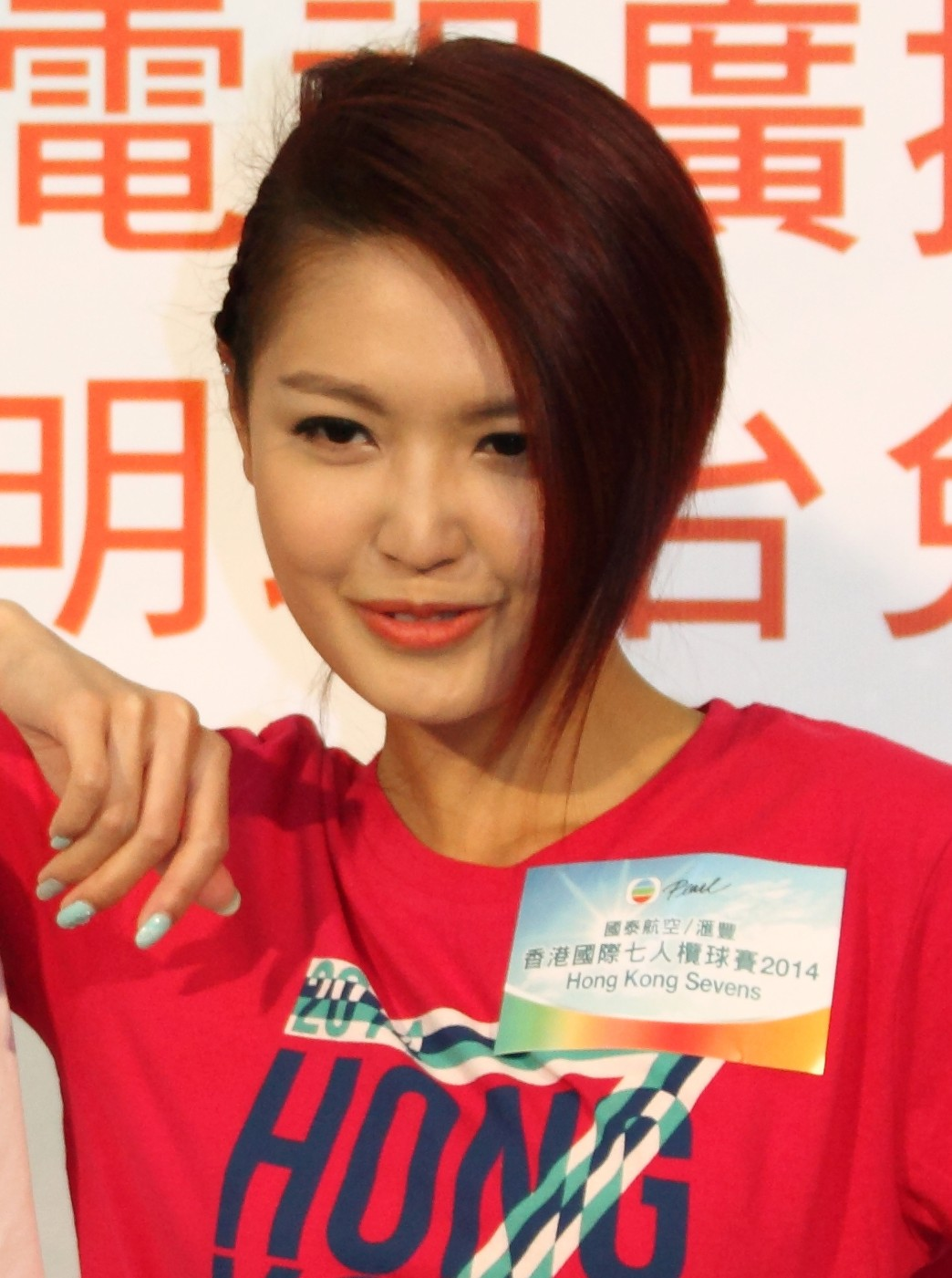
Miss Hong Kong 2010, Toby Chan
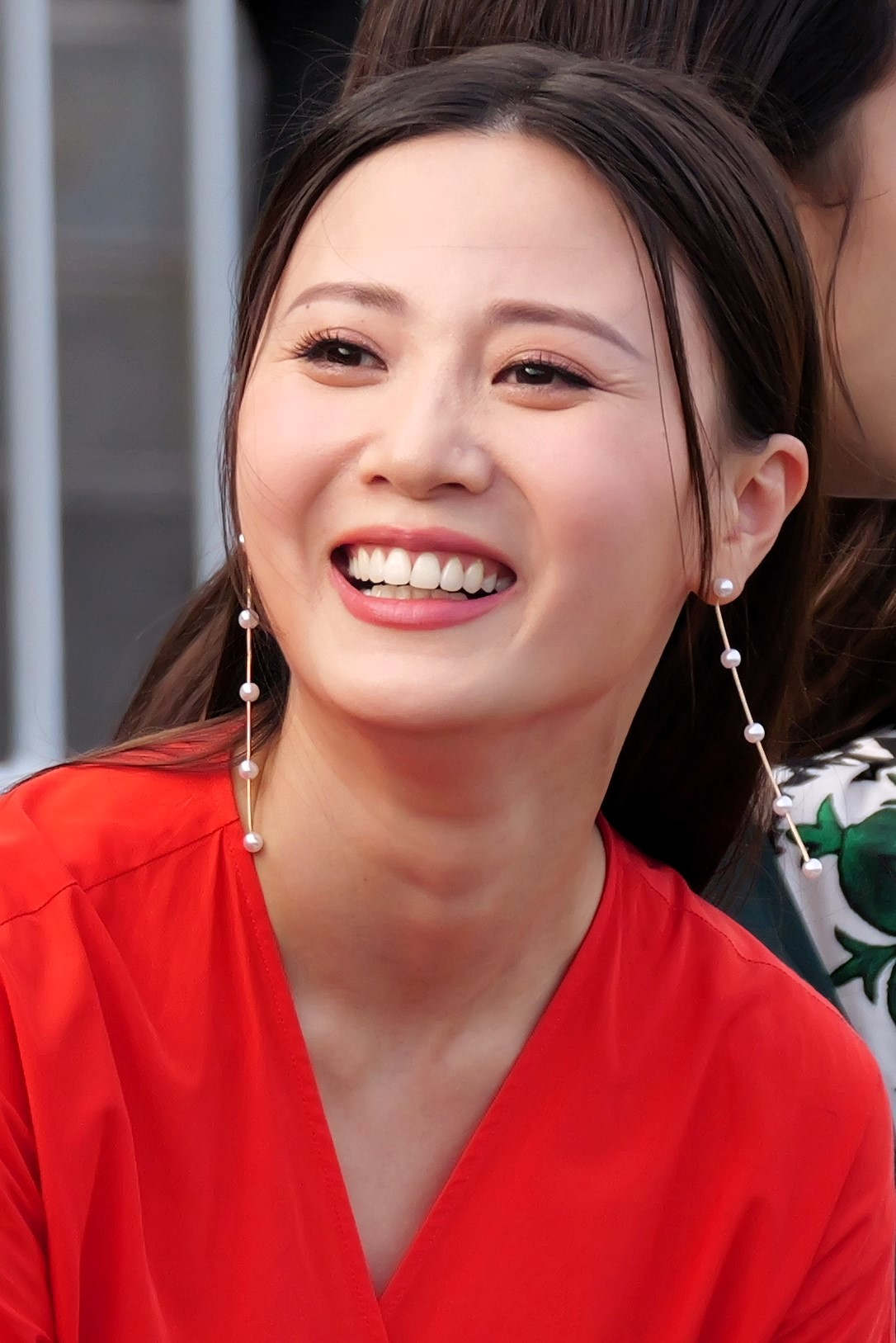
Miss Hong Kong 2011, Rebecca Zhu
Miss Hong Kong 2012, Carat Cheung
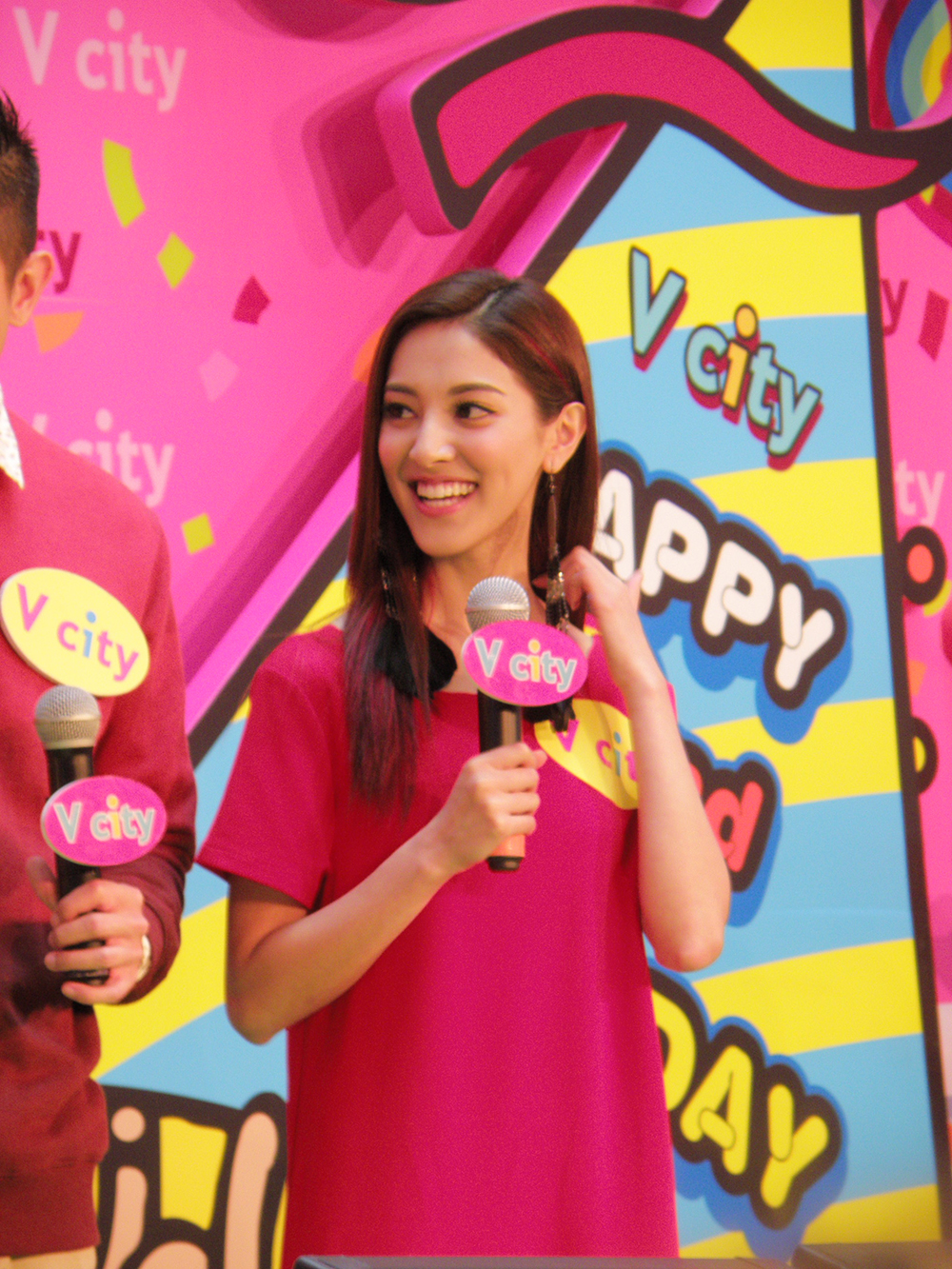
Miss Hong Kong 2013, Grace Chan
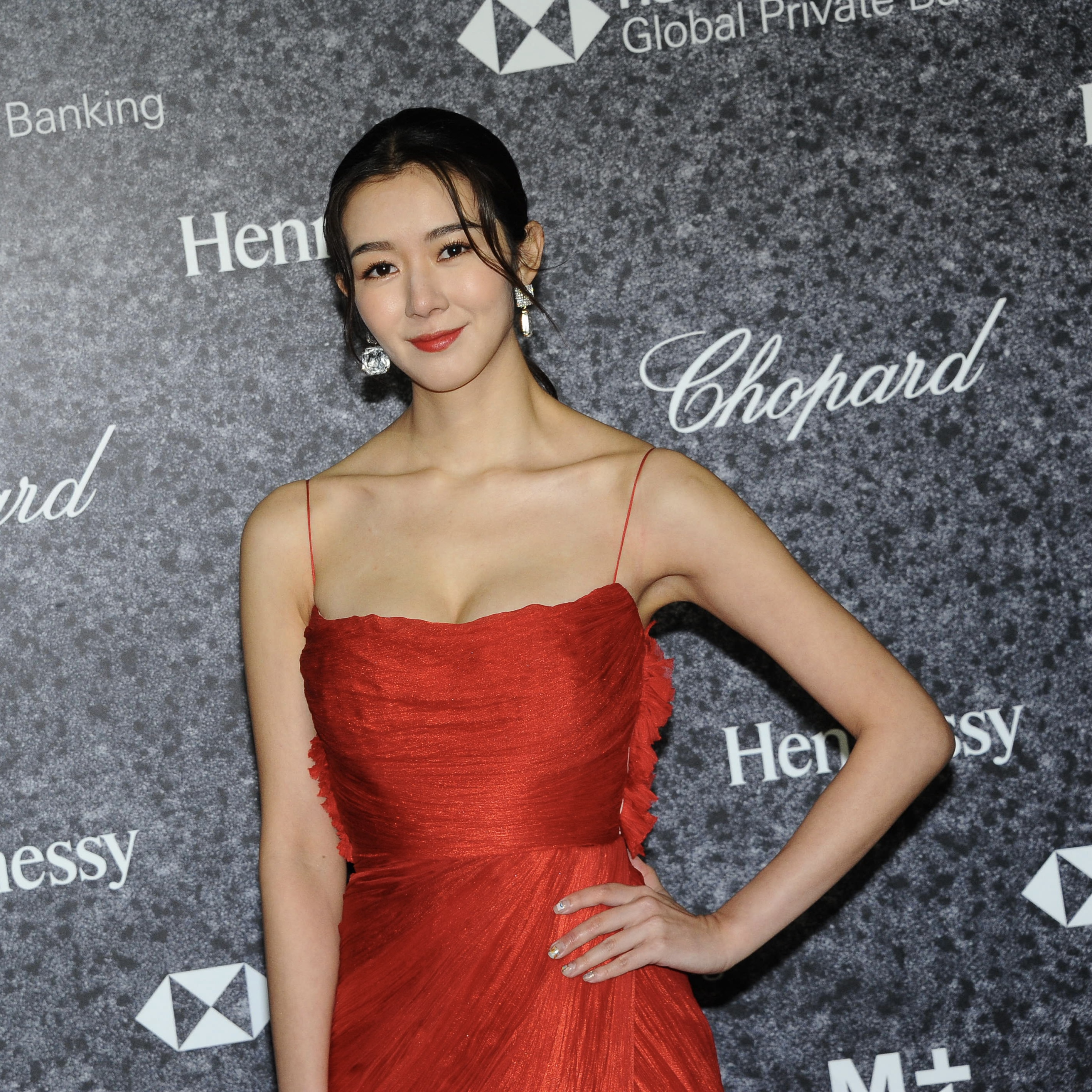
Miss Hong Kong 2015, Louisa Mak
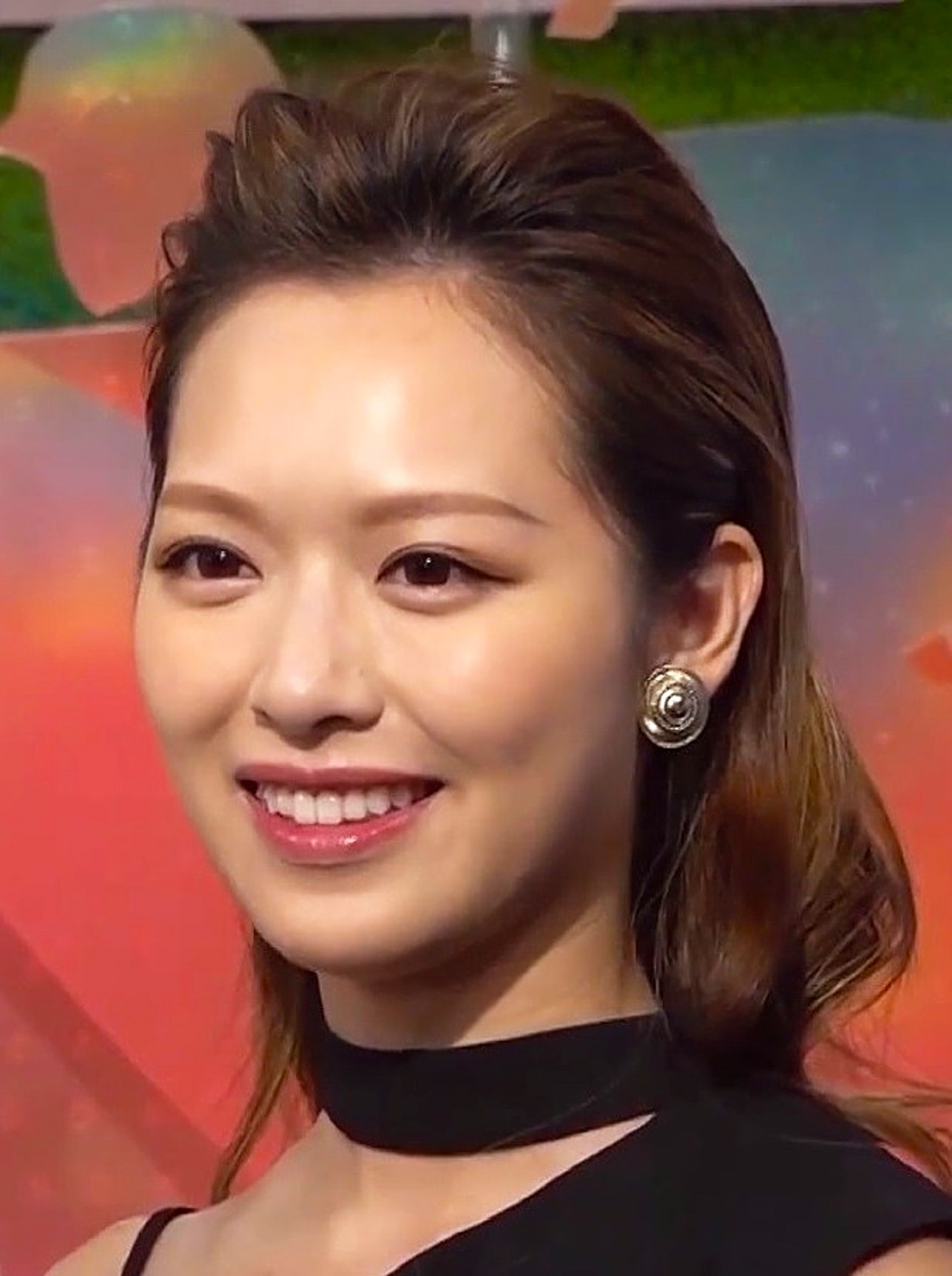
Miss Hong Kong 2016, Crystal Fung
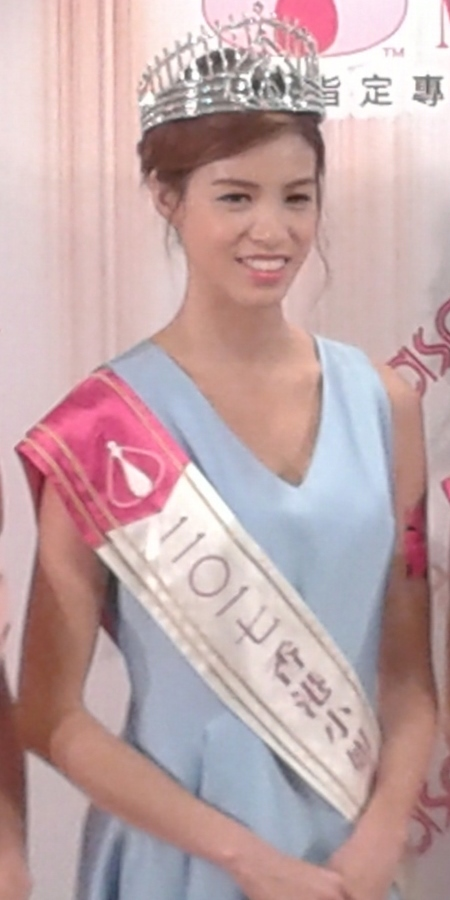
Miss Hong Kong  2017, Juliette Louie
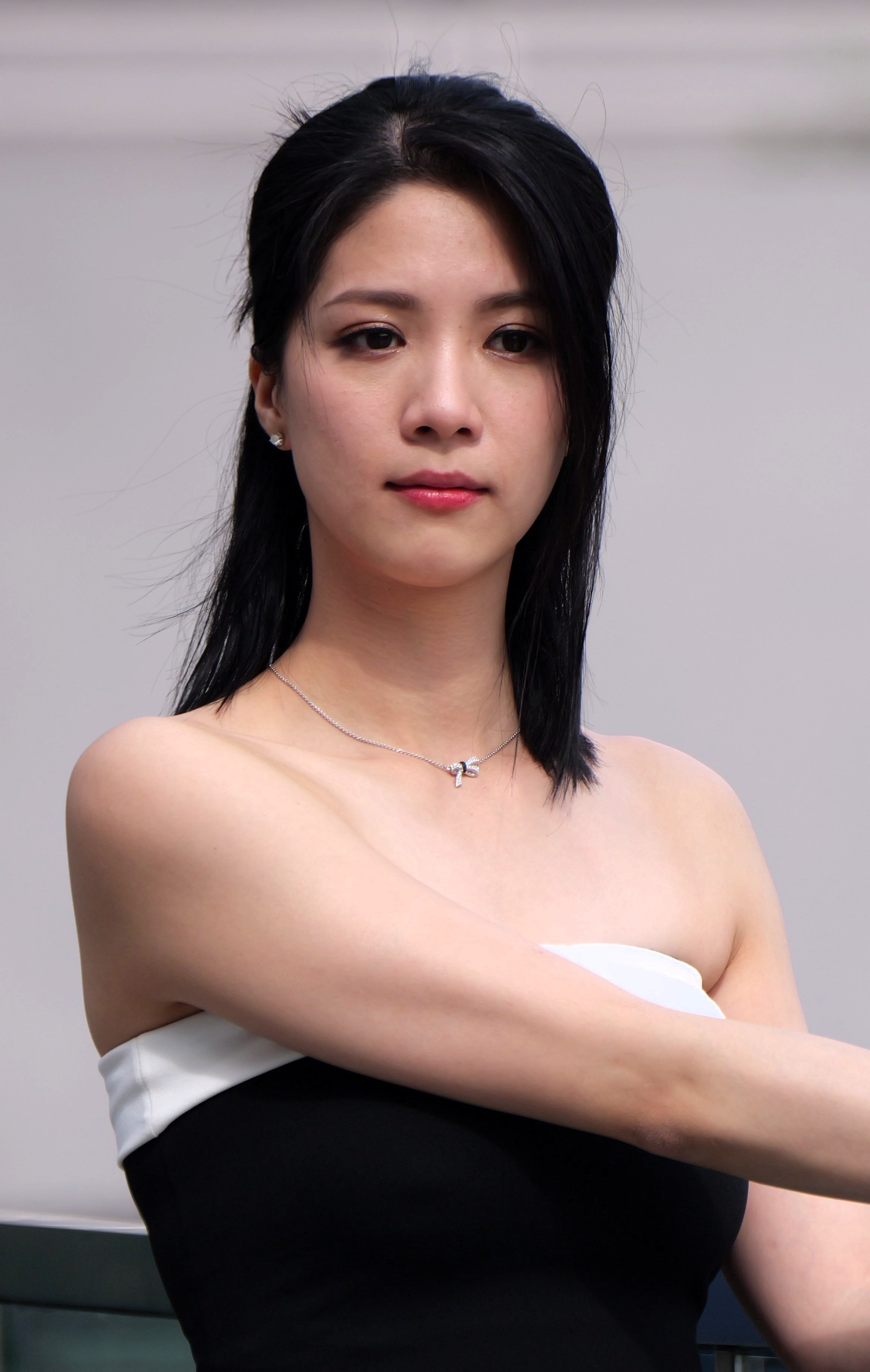
Miss Hong Kong 2018, Hera Chan
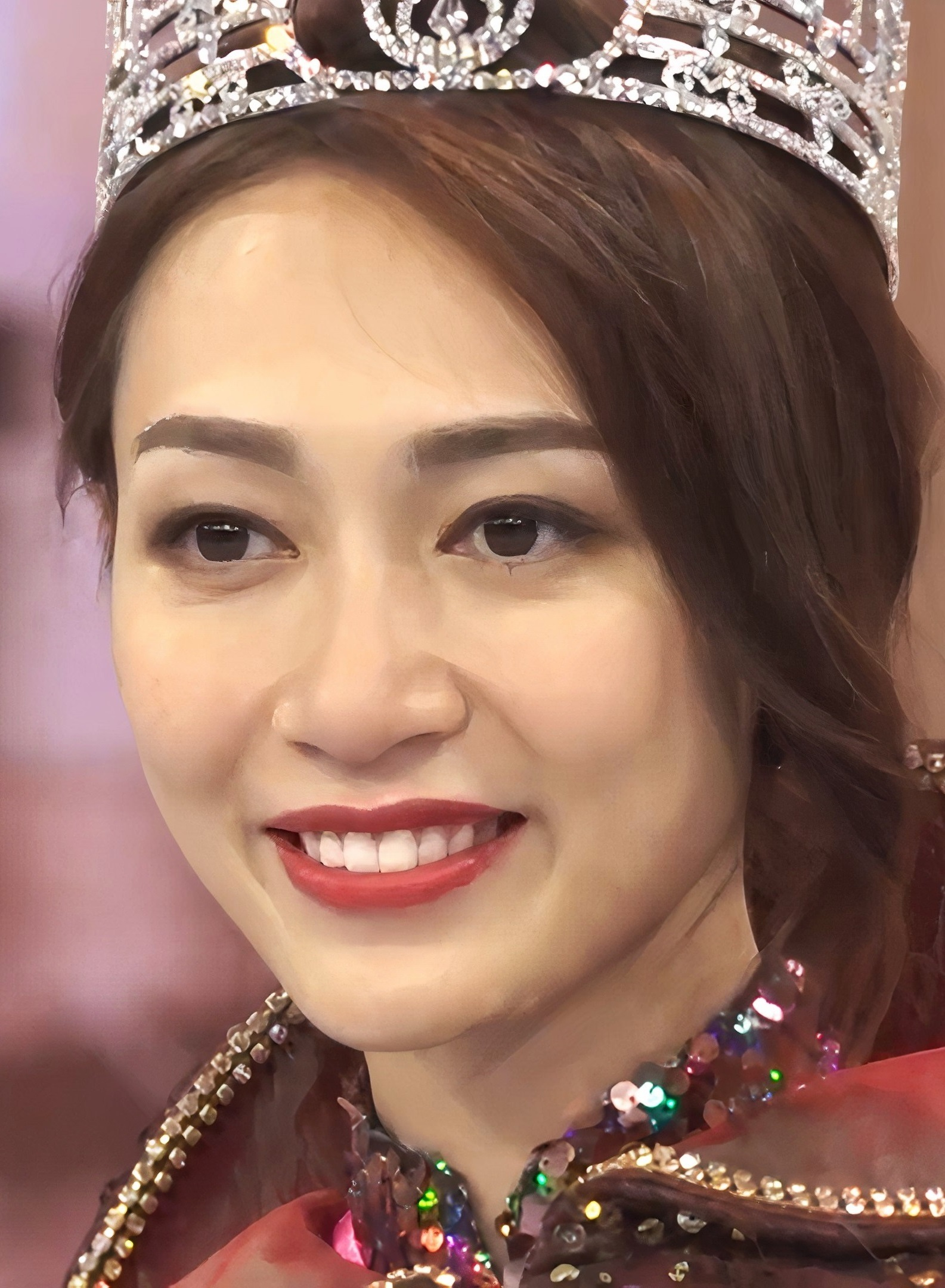
Miss Hong Kong 2019, Carmaney Wong
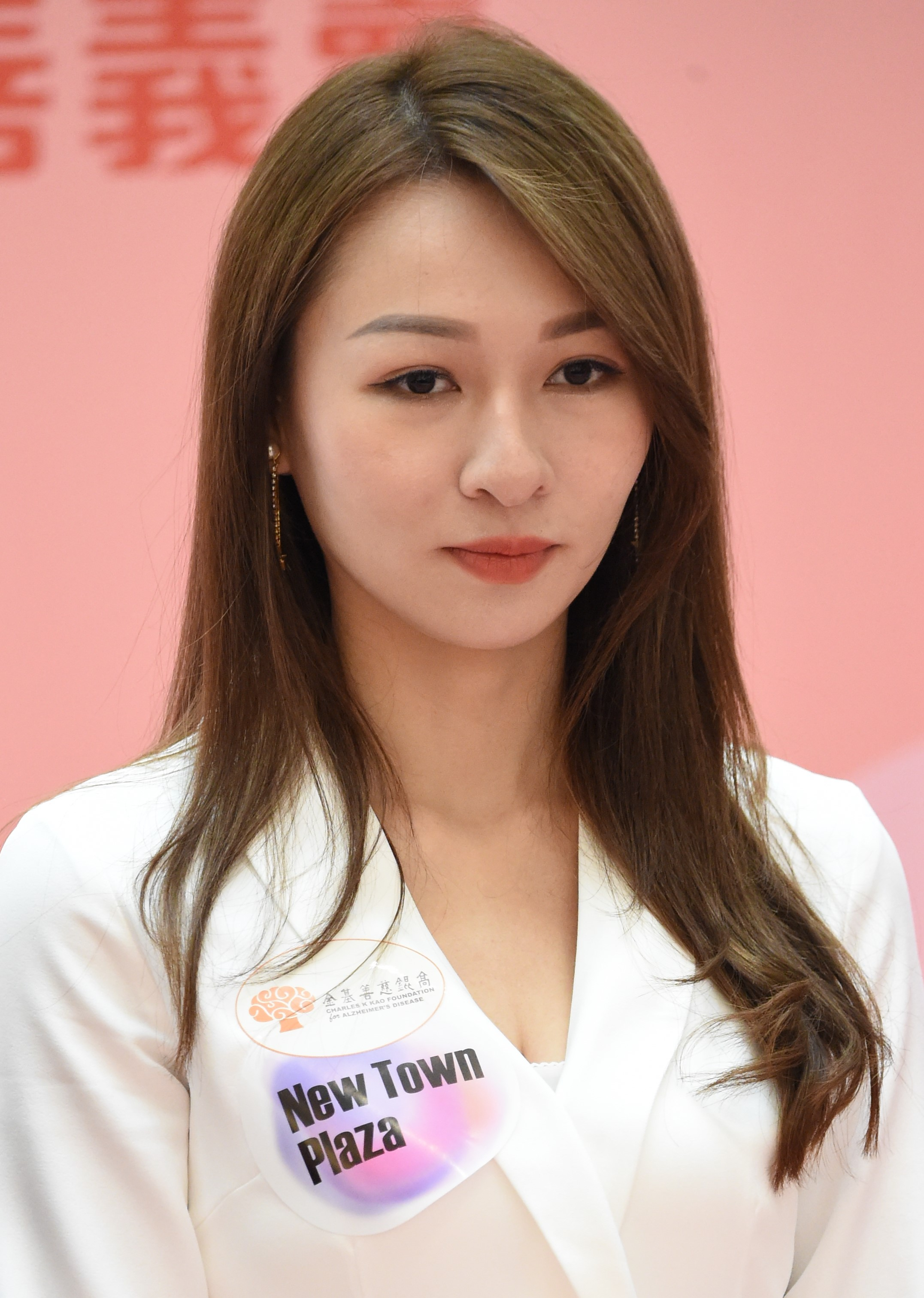
Miss Hong Kong 2022, Denice Lam
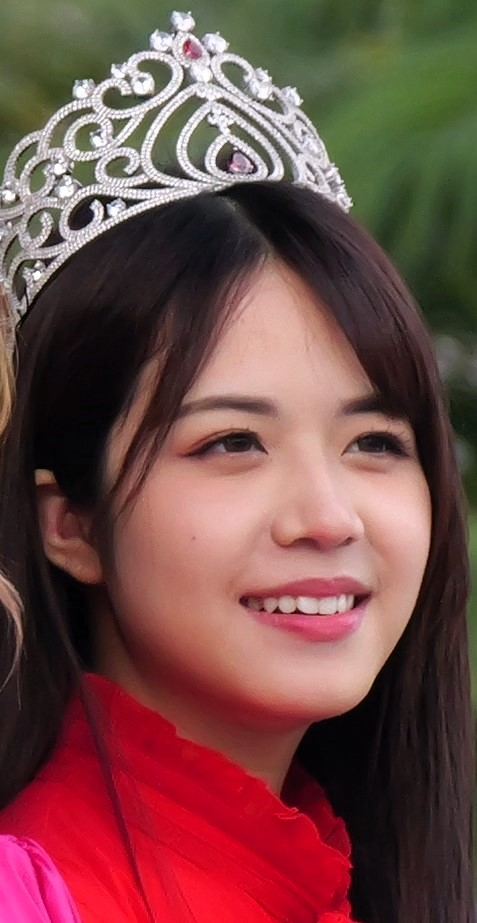
Miss Hong Kong 2023, Hilary Chong
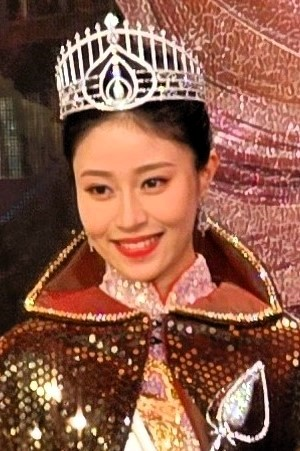
Miss Hong Kong 2024, Ellyn Ngai